# Лотар II (король Італії)
Лотар II (нім. Lothar II; 926/928 — 22 листопада 950) — король Італії у 948—950 роках.

## Біографія
Походив з династії Бозонідів. Син Гуго Арльського, короля Нижньої Бургундії та Італії, і Ґільди, німецької принцеси. Для збереження влади в Італії його батько у 931 році оголосив Лотара своїм співкоролем.
У 945 році король Гуго зрозумів, що особисто для нього Італія втрачена, він відступив до Провансу, спрямувавши Лотаря до Мілану відновити королівську владу. Останній, увійшовши до церкви святого Амвросія, розпростерся перед розп'яттям і благав народ про співчуття. Благання його були почуті: юного Лотара підняли на ноги і оголосили королем.
Значна частина знаті, що до того підтримувала Беренгара II перейшла на бік Лотара II. Проте той довго боровся з Беренгаром II, який прагнув позбавити його престолу. У 947 році для зміцнення свого становища одружився з Адельгейдою, донькою Рудольфа II, короля Бургундії.
Лотар II зберіг корону, але був змушений укласти з Беренгаром II угоду, яка фактично забезпечувала тому панування в королівстві, реальну владу при номінальному королі. 22 листопада 950 Лотар II загинув при загадкових обставинах на полюванні поблизу Турина. Поширювалися чутки, що короля отруїли за наказом Беренгара II, хоча явних доказів не було.
Поховали короля в Мілані в монастирі Св. Амвросія. Королева-вдова Адельгейда через рік стала дружиною німецького короля Оттона I, до якого в 961 році перейшла корона Італії.

## Сім'я
Дружина — Адельгейда, донька Рудольфа II, короля Бургундії
Діти:
- Емма (бл. 948-після 988), дружина Лотаря, короля Франції.